# میشائیل روسمان
میشائیل روسمان (آلمانی: Michael Rossmann؛ زاده ۱۹۳۰) یک فیزیک‌دان، میکروب‌شناس و استاد برجستهٔ زیست‌شناسی آلمانی-آمریکایی در دانشگاه پردو بود.